# Gianni Raimondi
Gianni Raimondi (Bologna, 17 aprile 1923 – Pianoro, 19 ottobre 2008) è stato un tenore italiano, attivo dagli anni cinquanta ai settanta del novecento.

## Biografia
Studiò canto a Mantova con Gennaro Barra-Caracciolo e a Bologna con Antonio Melandri, debuttando a Budrio il 10 settembre 1947 come Duca di Mantova in Rigoletto. L'anno successivo interpretò Ernesto in Don Pasquale al Teatro Comunale di Bologna.
Cantò successivamente in molti teatri italiani e stranieri, tra cui il Covent Garden e l'Operà di Parigi e nel 1954 fu scelto per le prime mondiali di Il contrabbasso di Valentino Bucchi al Teatro della Pergola di Firenze e di Resurrezione e vita (Ego sum resurrectio et vita) di Virgilio Mortari al Teatro Verdi dell'Isola di San Giorgio Maggiore per il Teatro La Fenice di Venezia.
La prima grande affermazione fu il debutto alla Scala nel 1956 con La traviata accanto a Maria Callas, nella storica edizione con la regia di Luchino Visconti. Sempre alla Scala, ancora accanto alla "Divina", fu Edgardo in Lucia di Lammermoor e Percy nella celebre ripresa di Anna Bolena nel 1957. Seguirono, per quasi un ventennio, innumerevoli apparizioni nel teatro milanese, in particolare in diverse altre importanti riprese di opere desuete, come Mosè, Semiramide, Lucrezia Borgia, I vespri siciliani. Una citazione a parte merita il suo Rodolfo de La bohème, di cui rimane storica l'edizione del 1963 con la direzione di Herbert Von Karajan. Cantò in 270 recite alla Scala fino al 1975.
Altri debutti importanti furono negli Stati Uniti (San Francisco) e a Vienna nel 1957 (alla Staatsoper ritornerà regolarmente fino  al 77), a Buenos Aires nel 59 e al Metropolitan nel 65, accanto alla pure debuttante nel teatro newyorkese Mirella Freni.
Non ebbe una grande fortuna discografica. La sua testimonianza più nota è probabilmente la versione filmata della già citata Bohème diretta da Karajan, con la regia di Franco Zeffirelli, rappresentata alla Scala e poi a Vienna.
Nel 1990 gli fu conferito il "Premio Caruso".